# Magda Boalt
Magda Maria Boalt, gift Liljegren, född 4 april 1901 i Stockholm, död 26 december 1984 i Stockholm, var en svensk dockmakare. Hon blev känd för sina ”Dockor med Själ” och som Skandinaviens mest betydelsefulla dockmakare reste hon runt i många länder för att visa och berätta om sina dockor.

## Biografi
Magda Boalt var äldsta barn till föräldrarna Ruda Maria och Anton Boalt, som även fick en ytterligare dotter, Elsa, och en son, Gunnar. Magda Boalt gick ut åttonde och högsta klassen på Nya elementarskolan för flickor i Stockholm med A i handarbete och teckning och AB i fysik och kemi. Till skillnad från brodern fick ingen av döttrarna Boalt någon akademisk utbildning, och Magda Boalt utbildade sig till damfrisörska.
Magda Boalt bodde hela sitt liv i Stockholm och ägnade sig åt en hel rad yrken, till en början porslinsmålning och lampskärmstillverkning. Dessa verksamheter fortsatte hon med på fritiden då hon övergick till olika typer av kontorsarbeten. En tid arbetade Magda Boalt inom social verksamhet och senare som sekreterare åt en barnläkare.

### Docktillverkning
Andra världskriget orsakade importsvårigheter, bland annat för leksaker. Magda Boalt började då tillverka de dockor som kom att ge henne världsrykte. Den konkreta bakgrunden var att brodern Gunnar och dennes fru Carin Boalt vid den tiden hade tre barn, och en av döttrarna bad sin faster om en docka. Enligt källorna hade Magda Boalt från första stund klart för sig att dockan skulle se ut som ett riktigt litet barn; den skulle tåla kramar och hårda törnar och inte ha stirrande dockögon i ett stelt ansikte.
Trots att den första dockan tog 450 arbetstimmar att göra fick så småningom alla brorsbarnen varsin docka. Bekanta och bekantas bekanta började beställa dockor och docktillverkningen förlades till en särskild lokal på Kungsholmsgatan. Med tiden hade Magda Boalt en liten stab till hjälp men det var bara hon själv som blåste liv i dockorna. På en stomme av tunt helsiden skapade Magda Boalt deras huvuden. Hon modellerade ansiktena med en manikyrpinne, och målade kindernas lätta rodnad, den blekröda munnen och ögonen med sina fingrar. Till pupill och ögonbryn användes en fin pensel.
De små dockorna var ungefär lika långa som ett nyfött barn och de var stoppade med Magda Boalts egen hemliga blandning, vilket gjorde att de blev lagom tunga och precis lagom böjliga. Alla dockor tillverkades för hand, det enda som syddes på maskin var de långa sömmarna på armar och ben. Magda Boalt var noga med säkerheten. Inget skulle kunna skada barnet som lekte med dockan.
Magda Boalt komponerade själv dockornas tidstypiska kläder, konstruerade klädskåp, sängar och allehanda föremål som tillsammans med dockbarnen bildade små scener. Dockorna var så barnlika att Magda Boalt i en tidningsintervju berättade om en ung mamma och pappa som inte längre behövde någon barnvakt. När de ”gick bort om kvällarna, så ligger dockan Agneta i Ullas säng och Ulla tycker det är precis som om hon hade en levande lekkamrat hos sig”.
Som damfrisörska tillvaratog Magda Boalt kundernas avklippta hår och använde till dockornas peruker. När det var dags för brorsbarnen att klippa sig kom även deras hår till användning. Varje docka var unik, hon skapade både flickor och pojkar med olika hårfärger. Perukerna tog omkring tre och en halv dag att få lagom barnsligt rufsiga. Sammanlagt gick det åt mellan fjorton dagar och tre månader för att färdigställa en docka.
Det dröjde inte länge förrän det började strömma in inbjudningar till utställningar och föreläsningar. Efter att ha visat sina dockor på Exposita i Stockholm 1949 reste Magda Boalt till Paris och året efter visades en samling sagodockor på Junemässan i Örebro. De var inspirerade av Askungen, Rödluvan, Snövit och andra folksagor och var iförda vita sjuttonhundratalsperuker.
År 1950 reste Magda Boalt till USA med några av sina dockor i bagaget. Hon anlände till New York och fortsatte till Chicago där hon visade sina skapelser på en utställning och medverkade i ett TV-program. Resan fortsatte sedan till Minneapolis, Seattle, samt Los Angeles och Hollywood, och hon figurerade i flera amerikanska dagstidningar. Under de kommande åren visade ”dockmamman” Magda Boalt sina dockor i England, Sydrhodesia (nuvarande Zimbabwe), Carácas och Damaskus, samt Tokyo, även där med TV-framträdande. Det blev fler utställningar hemma i Sverige, bland annat hos Konsthantverkarna och på Sankt Eriks-Mässan år 1952, och hennes verksamhet rapporterades flitigt i svensk dagspress.
Magda Boalt konstruerade också pappersdockor. De gjordes först upp i riktiga modeller innan de blev klippdockor. Förutom karaktärer från folksagorna ritade Magda Boalt barnen Anders och Lisskulla med stjärngosselinne och strut respektive lucialinne och ljuskrona. De hade också varsin folkdräkt från Dalarna. Ännu 2019 finns de till försäljning.
Magda Boalt gifte sig 1954 med professor Bodvar Liljegren. Vid en brand i parets våning, där ingen människa kom till skada, brann material och en stor mängd färdiga dockor upp. Efter detta tillverkade Magda Boalt troligtvis inga fler dockor. Då hon avled år 1984 ärvdes de dockor som fanns kvar av en brorsons hustru. Dessa kom att visas upp i en stor utställning på Leksaksmuseet, då beläget på Tidö Slott.
Magda Boalt ligger begravd på Norra begravningsplatsen i Solna.